# مسيرة فيدارانيام

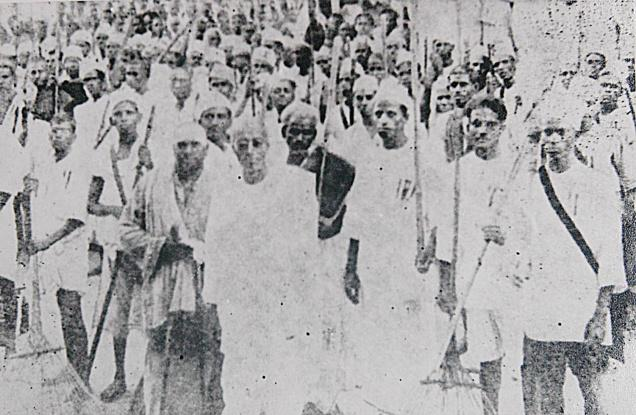

مسيرة فيدارانيام، (تدعى أيضاً ساتياغراها فيدارانيام) كانت إطاراً لحركة العصيان المدني اللا عنفية في الهند البريطانية. تم تشكيلها على غرار مسيرة داندي التي كانت بقيادة المهاتما غاندي على الساحل الغربي للهند في الشهر السابق لها، نُظمت للاحتجاج على ضرائب الملح المفروضة من قبل الحكم البريطاني في الهند المُستعمرة.
قاد سي. راجاغوبالاتشاري وهو مرافق مقرّب من غاندي المسيرة التي وصل عددها إلى 150 متطوعًا ينتمي معظمهم لحزب المؤتمر الوطني الهندي. بدأت في تريشينوبولي (حالياً تيريوشيراببالي) في 13 آبريل عام 1930 واستمرت على مدى 150 ميلًا (240 كم) باتجاه الشرق قبل أن تبلغ ذروتها في فيدارانيام البلدة الساحلية الصغيرة في منطقة تانجور في ذلك الحين. كسر المشاركون في المسيرة قانون الملح من خلال إنتاج الملح بشكل مباشر من البحر. نشر راجاغوبالاتشاري الوعي بين الناس كجزء من المسيرة من خلال الإشارة إلى أهمية صناعة «خادي» إلى جانب المشكلات الاجتماعية كالتمييز الطبقي. انتهت الحملة في 28 أبريل عام 1930 عندما اعتقلت الشرطة المشاركين. سُجن قائدها راجاغوبالاتشاري لمدة ستة أشهر. لفتت المسيرة إلى جانب مسيرات داندي وداراسانا اهتمام العالم لحركة الاستقلال الهندية.

## الخلفية
قرر المهاتما غاندي استجابة للاحتجاجات التي عمّت أنحاء البلاد على فرض ضرائب الملح البريطانية أن يبدأ مسيرة إلى داندي -ثم إلى قرية صغيرة في رئاسة بومباي- على الساحل الغربي للهند. لم يرحّب أقرانه بقراره فيما يتعلق بالملح، ودعم سي. راجاغوبالاتشاري الفكرة بشدّة وساهم في مسيرة الملح التي نُظمت في 12 آذار عام 1930.
انتُخب راجاغوبالاتشاري بعد شهر بالإجماع كرئيس للجنة مؤتمر تاميل نادو في الاجتماع الذي أُقيم في فيلور. انتُخب تي. إس. إس أمينًا لها بينما كان بانثولو لير وسواميناتا تشيتي و لاكشميباتي وإيه. فيدياناتا لير وإن. إس. فاراتاتشاريار من بين أبرز أعضاء اللجنة. خلال ذلك نُقلت القيادة العامة للحزب من مدراس إلى تيريوشيراببالي. أراد راجاغوبالاتشاري إقامة احتجاجٍ بعد شهر -على غرار مسيرة داندي- على الساحل الشرقي من أجل إنتاج الملح في فيدارانيام ضمن منطقة تانجور، رئاسة مدراس. فكر راجاجي أولاً باختيار كنياكماري كنقطة التقاء بحر العرب وخليج البنغال والمحيط الهندي مع بعضها. وبما أن لجنة مؤتمر نادو تاميل قررت ألا تطبق المسيرة في الولايات غير الأصلية، استُبعدت كنياكماري التي كانت جزءاً من الولاية الأميريّة ترافنكور. كان فيدالاراتنام بيلاي عضو كونغرس فعالًا يقيم في فيدارانيام وأقنع راجاجي أن بلدته هي الوجهة الأنسب. وافق راجاجي على فكرته لأنه كانت هناك مستنقعات ملح في معامل أغسيامبالي للملح التي كانت تقع قريباً من فيدارانيام. إضافة إلى ذلك كان بيلاي مالكاً لمصنع ملح وكانت لديه معرفة بكيفية تصنيع الملح. كان راجاجي متأثراً أيضاً بموقع المدينة الذي كان جزءاً من منطقة تانجور والتي كانت معقلاً للكونغرس.

## المسيرة
قام راجاجي بالتحضيرات الإضافية للمسيرة حالما تم اختيار موقع نهائي للمكان. أشار أحد السجلات الحكومية أنه كان مهتماً جداً في أن يكون نموذج المسيرة على غرار مسيرة داندي التي قام بها غاندي. قدّر أن المجموع الأدنى الذي احتاجه لتنظيم المسيرة هو 20 ألف روبية. نجح في جمع التمويل بمساعدة سكان ساوراشتريين من مادوراي وهنود الجنوب في بومباي وأحمد أباد. شكل راجاجي طليعة جيش تألفت من تي إس. إس. راجان وجي راماشاندران وتروفانامالي إن. آنامالاي بيلاي. سافر الحراس قبل انطلاق المسيرة على طول المسار المقترح وقابلوا سكان الريف ليتأكدوا من دعمهم لهم. كان راجان مسؤولاً عن تنظيم نقاط توقف المسيرة وكان مسؤولاً عن تأمين الطعام والمسكن في كل مرحلة. جعل إصدار القانون 157 من قانون العقوبات الهندي المهمة صعبة على راجان. أصدر جي. إيه. ثورن مسؤول الجباية للمقاطعة تحذيراً ينص على معاقبة أولئك الذين يؤمنون الطعام والمسكن للمشاركين بالمسيرة. حاول جاهداً أن ينشر أوامره على نطاق واسع من خلال صلاحياته.
تلقّت اللجنة ما يقارب 1000 طلب للمشاركة في المسيرة. بعد فحص الطلبات اختار راجاجي فريقاً من 89 متطوعاً معظمهم موظفون شباب وطلاب وخريجون جدد. كان 24 من الدفعة الأولى من مادوراي وخمسون من تيريونلفلي واثنا عشر من رامناتابورام و11 من مدراس، وتسعة من تيرويتشينجود وتسعة من بومباي وسبعة من تانجور وخمسة من تريشينوبولي وأربعة من كويمباتور وواحد من آركوت الشمالية وواحد من سريرانغام. كما تضمن أعضاء بارزين آخرين مثل روكميني لاكشميباتي وكي.كاماراج وآرانتاجي سي. كريشناسوامي و إم. باكتفاتسالم وابن راجاجي وسي. آر. ناراسيمان. وإضافة إلى ذلك انضم ناشطون اجتماعيون مثل إيه. فيدياناتا لير وجي. راماشندران إلى المسيرة.
بدأت المسيرة في 13 أبريل عام 1930 تزامنًا مع باتاندو (رأس السنة في تاميل) من منزل راجان في معسكرات تريشينوبولي. حالما وصل المشاركون بالمسيرة إلى تانجور تجنّب راجاجي الطريق المعتاد إلى فيدارانيام واختار بدلاً عنه طريقاً دائرياً يمر في كومباكونام وفالانجينمان وسيمانجودي ونيدامانجالام وتيروتارايبوندي وكان يأمل أن يحصل المشاركون في المسيرة على استضافة جيدة في هذه الأماكن. نسّق خمس عشرة لجنة فرعية لضمان تفاعل سلس من المشاركين بالمسيرة. كانت الفكرة تكمن في الحصول على دعم كاف من الناس من خلال لفت انتباههم. كان الخطة أن يمتدوا على طول 10 أميال كل يوم لمدة 15 يوماً كي يتمكنوا من الوصول إلى وجهتهم قبل الموعد المحدد.
اتخذت حكومة مدراس سلسلة من الإجراءات لإنهاء المسيرة. أمرت ضباط المنطقة بتنظيم اجتماع عام لإقناع الناس بتعذر تنفيذ المسيرة وأصدروا قوانين باعتقال المشاركين في المسيرة.
تضمنت إجراءات العرقلة فرض رقابة على المواد الإخبارية التي تتعلق بالمسيرة واتخاذ إجراءات ضد المحررين في الصحف الوطنية. حُذّر الأهالي بألا يرسلوا أطفالهم للمشاركة في المسيرة. صودرت برقيات المتطوعين وتم تحذير الموظفين الحكوميين من عواقب المشاركة في المسيرة.

### بداية المسيرة
تجمع الثماني وتسعون متطوعاً أمام منزل راجان في تريشينوبولي في 12 أبريل عام 1930، بينما وصل راجاجي إلى المكان في اليوم السابق من توتيكورن. بقي كلهم في منزل راجان في مكان التجمع في تيروشيرابالي. في صباح اليوم التالي حوالي الساعة الخامسة صباحاً بدأ راجاجي الذي كان يبلغ عمره حينها 51 عاماً المسيرة واتجه إلى فيدارانيام. غنّى المشاركون في المسيرة ترتيلة «راجوباتي راجافا راجارام» وغنية تاميل التي ألفها ناماكال رامالينغام بيلاي من أجل المسيرة.
واجه المتطوعون منذ بداية المسيرة العديد من العراقيل. عندما وصلوا إلى كافيلادي -القرية الصغيرة على ضفاف كافيري- رُفض دخولهم إلى أحد الفنادق المشهورة. لكنهم وجدوا مسكناً بديلاً على ضفاف النهر بينما أقام راجاجي في منزل خاص. كان لدى راجاجي أيضاً قواعد لسلوك المتطوعين تتضمن منعهم من استهلاك منتجات القهوة والتبغ والتدخين.